# 20a etapa del Tour de França de 2013
La 20a etapa del Tour de França de 2013 es disputà el dissabte 20 de juliol de 2013 sobre un recorregut de 125 km entre Annecy (Alta Savoia) i el cim del Semnoz (Alta Savoia).
El vencedor de l'etapa fou el colombià Nairo Quintana (Movistar Team), que s'imposà en solitari en l'arribada a Annecy-Semnoz. Amb aquesta victòria i el temps aconseguit sobre la resta de classificats s'assegurà la segona posició en la classificació general i la victòria en la classificació de la muntanya i la classificació dels joves. En segon posició arribà el català Joaquim Rodríguez (Team Katusha), el qual s'assegurà la tercera posició en la classificació general, després de treure a Alberto Contador i Roman Kreuziger més de dos minuts en l'arribada, quan en iniciar l'etapa estava situat a menys d'un minut d'ambdós. Christopher Froome (Team Sky) acabà en tercera posició i confirmà la seva victòria en la classificació general.

## Recorregut

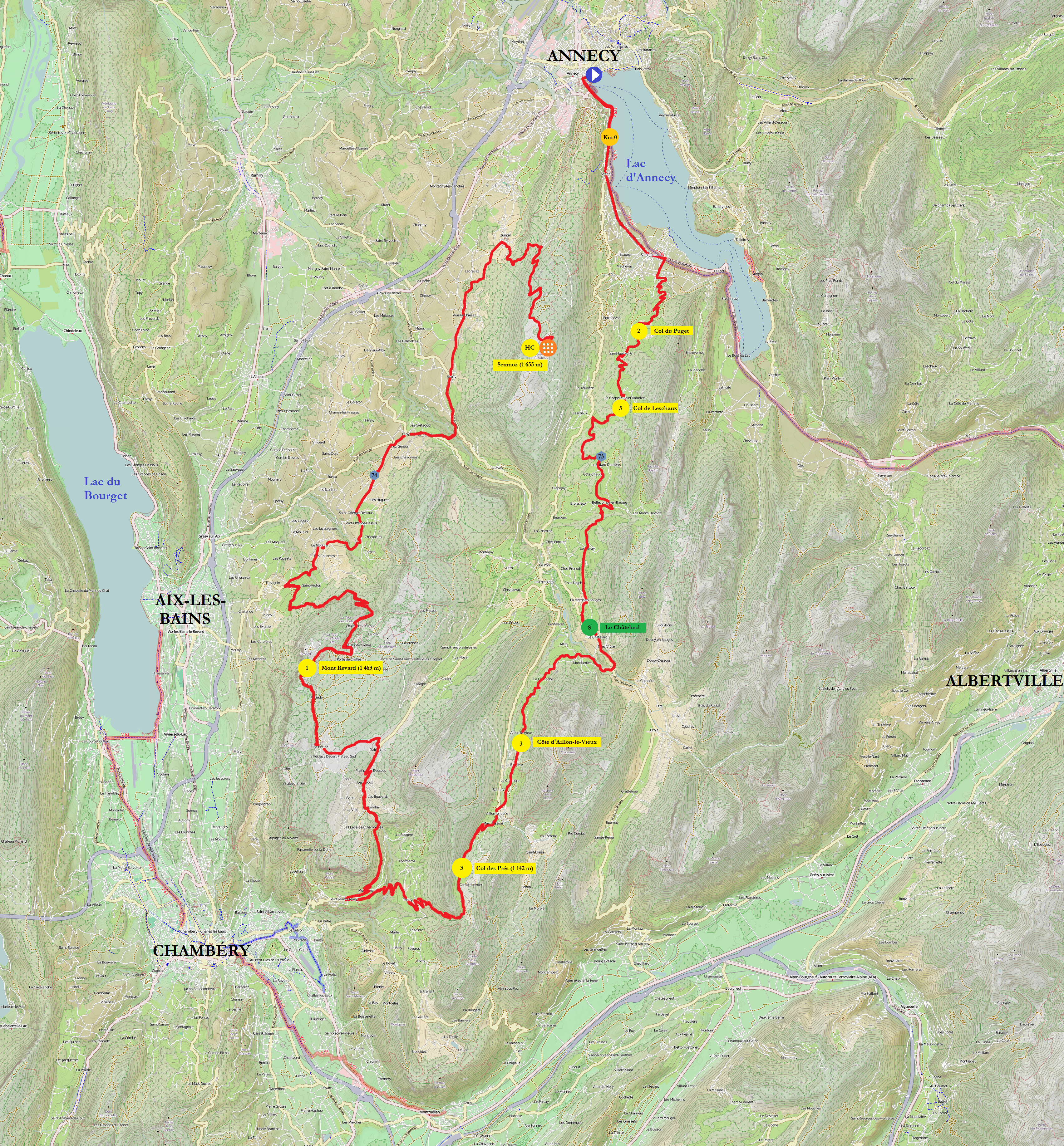
Recorregut de la 20a etapa a través del massís dels Bauges.

Etapa d'alta muntanya disputada pel massís dels Bauges, entre la vila d'Annecy, capital de l'Alta Savoia, i l'estació d'esquí de Semnoz i de tan sols 125 km. Durant uns pocs primers quilòmetres se segueix la riba oest del llac d'Annecy, per tot seguit iniciar l'ascensió a la cota de Puget (km 12,5) i el coll de Leschaux (km 17), de segona i tercera categoria respectivament. Poc després s'entra al departament de la Savoia, on al km 33,5 es passa per l'esprint de le Châtelard. Dues noves cotes de tercera categoria, la cota d'Aillon-le-Vieux (km 43) i el coll des Prés (km 51) donen lloc a un ràpid descens de 10 km fins a Saint-Jean-d'Arvey, on comença la llarga ascensió al mont Revard (1.463 m, km 78,5), de primera categoria. El descens del port condueix els ciclistes novament a l'Alta Savoia i l'ascensió final fins a Semnoz, després de 10,7 km al 8,5% de mitjana i de categoria especial.

## Desenvolupament de l'etapa
Pierre Rolland (Team Europcar), que lluitava pel mallot de la muntnaya, s'escapà només començar l'etapa. Amb ell marxaren Marcus Burghardt (BMC Racing Team), Jens Voigt (RadioShack-Leopard) i Joan Antoni Flecha (Vacansoleil-DCM) i durant l'ascensió a la cota de Puget se li afegiren Cyril Gautier (Team Europcar), Christophe Riblon (AG2R La Mondiale), Pàvel Brut (Team Katusha), Mikel Astarloza, Igor Antón (Euskaltel–Euskadi) i Simon Clarke (Orica-GreenEDGE). Rolland passà el primer per aquesta cota, però no en la següent, on Antón fou el primer, defensant els interessos del seu company Mikel Nieve.
Mentrestant el Movistar Team controlà l'escapada en tot moment, sense deixar que agafés grans diferències. Rolland coronà el primer a les dues següents cotes de tercera categoria, però en l'ascensió al Mont Revard no pogué seguir el ritme de Jens Voigt, el qual coronà el port en solitari. Voigt inicià l'ascensió final amb 55" sobre Rolland, Tejay Van Garderen (BMC Racing Team) i Alexis Vuillermoz (Sojasun), que havien saltat del grup principal. Amb tot, el fort ritme imposat pels corredors del Team Sky i Movistar Team neutralitzà tots els escapats a manca de 8,5 km per a l'arribada. En aquell moment Joaquim Rodríguez (Team Katusha) passà a l'atac en l'intent d'aconseguir un lloc al podi. Diferents atacs portaren a Alberto Contador i Roman Kreuziger (Team Saxo-Tinkoff a perdre contacte amb el Purito, Froome i Nairo Quintana (Movistar Team). Quintana atacà en el darrer quilòmetre per a aconseguir la primera victòria al Tour, alhora que aconseguia el mallot de la muntanya i la segona posició final. El Purito arribà segon, assegurant-se la tercera posició final al podi, mentre Froome, tercer, s'assegurà la victòria final d'aquesta edició del Tour.

## Esprints
| Primer  | Joan Antoni Flecha (CAT) | 20 pts |
| Segon   | Christophe Riblon (FRA)  | 17 pts |
| Tercer  | Cyril Gautier (FRA)      | 15 pts |
| Quart   | Marcus Burghardt (GER)   | 13 pts |
| Cinquè  | Simon Clarke (AUS)       | 11 pts |
| Sisè    | Jens Voigt (GER)         | 10 pts |
| Setè    | Igor Antón (ESP)         | 9 pts  |
| Vuitè   | Mikel Astarloza (ESP)    | 8 pts  |
| Novè    | Pàvel Brut (RUS)         | 7 pts  |
| Desè    | Pierre Rolland (FRA)     | 6 pts  |
| Onzè    | André Greipel (GER)      | 5 pts  |
| Dotzè   | Mark Cavendish (GBR)     | 4 pts  |
| Tretzè  | Peter Sagan (SVK)        | 3 pts  |
| Catorzè | Fabio Sabatini (ITA)     | 2 pts  |
| Quinzè  | José Joaquín Rojas (ESP) | 1 pt   |

| Primer  | Nairo Quintana (POR)     | 20 pts |
| Segon   | Joaquim Rodríguez (CAT)  | 17 pts |
| Tercer  | Chris Froome (GBR)       | 15 pts |
| Quart   | Alejandro Valverde (ESP) | 13 pts |
| Cinquè  | Richie Porte (AUS)       | 11 pts |
| Sisè    | Andrew Talansky (USA)    | 10 pts |
| Setè    | Alberto Contador (ESP)   | 9 pts  |
| Vuitè   | John Gadret (FRA)        | 8 pts  |
| Novè    | Jesús Hernández (ESP)    | 7 pts  |
| Desè    | Roman Kreuziger (CZE)    | 6 pts  |
| Onzè    | Romain Bardet (FRA)      | 5 pts  |
| Dotzè   | Christophe Riblon (FRA)  | 4 pts  |
| Tretzè  | Mikel Nieve (ESP)        | 3 pts  |
| Catorzè | Daniel Moreno (ESP)      | 2 pts  |
| Quinzè  | Jan Bakelants (BEL)      | 1 pt   |

## Ports de muntanya
| Primer | Pierre Rolland (FRA)     | 5 pts |
| Segon  | Joan Antoni Flecha (CAT) | 3 pts |
| Tercer | Jens Voigt (GER)         | 2 pts |
| Quart  | Marcus Burghardt (GER)   | 1 pt  |

| Primer | Igor Antón (ESP)     | 2 pts |
| Segon  | Pierre Rolland (FRA) | 1 pt  |

| Primer | Pierre Rolland (FRA)    | 2 pts |
| Segon  | Christophe Riblon (FRA) | 1 pt  |

| Primer | Pierre Rolland (FRA) | 2 pts |
| Segon  | Igor Antón (ESP)     | 1 pt  |

| Primer | Jens Voigt (GER)         | 10 pts |
| Segon  | Igor Antón (ESP)         | 8 pts  |
| Tercer | Pierre Rolland (FRA)     | 6 pts  |
| Quart  | Christophe Riblon (FRA)  | 4 pts  |
| Tercer | Philippe Gilbert (BEL)   | 2 pts  |
| Quart  | Tejay van Garderen (USA) | 1 pt   |

| 1r  | Nairo Quintana (COL)     | 50 pts |
| 2n  | Joaquim Rodríguez (CAT)  | 40 pts |
| 3r  | Chris Froome (GBR)       | 32 pts |
| 4t  | Nairo Quintana (COL)     | 14 pts |
| 5è  | Alejandro Valverde (ESP) | 24 pts |
| 6è  | Richie Porte (AUS)       | 20 pts |
| 7è  | Alberto Contador (ESP)   | 16 pts |
| 8è  | John Gadret (FRA)        | 12 pts |
| 9è  | Jesús Hernández (ESP)    | 8 pts  |
| 10è | Roman Kreuziger (CZE)    | 4 pts  |

## Classificació de l'etapa
|    | Ciclista                 | Equip             | Temps      |
| -- | ------------------------ | ----------------- | ---------- |
| 1  | Nairo Quintana (COL)     | Movistar Team     | 3h 39' 04" |
| 2  | Joaquim Rodríguez (ESP)  | Team Katusha      | + 18"      |
| 3  | Chris Froome (GBR)       | Team Sky          | + 29"      |
| 4  | Alejandro Valverde (ESP) | Movistar Team     | + 1' 42"   |
| 5  | Richie Porte (AUS)       | Team Sky          | + 2' 17"   |
| 6  | Andrew Talansky (USA)    | Garmin-Sharp      | + 2' 27"   |
| 7  | Alberto Contador (ESP)   | Team Saxo-Tinkoff | + 2' 28"   |
| 8  | John Gadret (FRA)        | AG2R La Mondiale  | + 2' 48"   |
| 9  | Jesús Hernández (ESP)    | Team Saxo-Tinkoff | + 2' 55"   |
| 10 | Roman Kreuziger (CZE)    | Team Saxo-Tinkoff | + 2' 55"   |

## Classificació general
|    | Ciclista                 | Equip                   | Temps       |
| -- | ------------------------ | ----------------------- | ----------- |
| 1  | Chris Froome (GBR)       | Team Sky                | 80h 49' 33" |
| 2  | Nairo Quintana (COL)     | Movistar Team           | + 5' 03"    |
| 3  | Joaquim Rodríguez (ESP)  | Team Katusha            | + 5' 47"    |
| 4  | Alberto Contador (ESP)   | Team Saxo-Tinkoff       | + 7' 10"    |
| 5  | Roman Kreuziger (CZE)    | Team Saxo-Tinkoff       | + 8' 10"    |
| 6  | Bauke Mollema (NED)      | Belkin Pro Cycling Team | + 12' 25"   |
| 7  | Jakob Fuglsang (DEN)     | Astana Qazaqstan Team   | + 13' 00"   |
| 8  | Alejandro Valverde (ESP) | Movistar Team           | + 16' 09"   |
| 9  | Daniel Navarro (ESP)     | Cofidis                 | + 16' 35"   |
| 10 | Andrew Talansky (USA)    | Garmin-Sharp            | + 18' 22"   |

## Classificacions annexes
|    | Ciclista             | Equip                   | Punts   |
| -- | -------------------- | ----------------------- | ------- |
| 1r | Peter Sagan (SVK)    | Cannondale              | 383 pts |
| 2n | Mark Cavendish (GBR) | Omega Pharma-Quick Step | 282 pts |
| 3r | André Greipel (GER)  | Lotto-Belisol           | 232 pts |

|    | Ciclista             | Equip         | Punts   |
| -- | -------------------- | ------------- | ------- |
| 1r | Nairo Quintana (COL) | Movistar Team | 147 pts |
| 2n | Chris Froome (GBR)   | Team Sky      | 136 pts |
| 3r | Pierre Rolland (FRA) | Team Europcar | 119 pts |

|    | Ciclista                 | Equip                   | Temps       |
| -- | ------------------------ | ----------------------- | ----------- |
| 1r | Nairo Quintana (COL)     | Movistar Team           | 80h 54' 36" |
| 2n | Andrew Talansky (USA)    | Garmin-Sharp            | + 13' 19"   |
| 3r | Michał Kwiatkowski (POL) | Omega Pharma-Quick Step | + 14' 39"   |

|    | Equip              | Temps        |
| -- | ------------------ | ------------ |
| 1r | Team Saxo-Tinkoff  | 241h 52' 05" |
| 2n | AG2R La Mondiale   | + 08' 30"    |
| 3r | RadioShack-Leopard | + 8' 52"     |

## Abandonaments
No es produí cap abandonament durant l'etapa.